# Turnera valleana
Turnera valleana är en passionsblomsväxtart som beskrevs av Paul Carpenter Standley och L. O. Williams. Turnera valleana ingår i släktet Turnera och familjen passionsblomsväxter. Inga underarter finns listade i Catalogue of Life.